# ローワー・ピーチ・ツリー (アラバマ州)
ローワー・ピーチ・ツリー（Lower Peach Tree）は、アメリカ合衆国のアラバマ州ウィルコックス郡にある非法人地域である。

## 地形
ローワー・ピーチ・ツリーは、北緯31度50分27秒 西経87度32分43秒 / 北緯31.84070度 西経87.54527度座標: 北緯31度50分27秒 西経87度32分43秒 / 北緯31.84070度 西経87.54527度に位置しており、海抜は190フィート (58 m)となる。